# Каму Сиг
Каму Сиг (фр. Camou-Cihigue) насеље је и општина у југозападној Француској у региону Аквитанија, у департману Атлантски Пиринеји која припада префектури Олорон Сен Мари.
По подацима из 2011. године у општини је живело 102 становника, а густина насељености је износила 10,12 становника/km². Општина се простире на површини од 10 km². Налази се на средњој надморској висини од 263 метара (максималној 1.009 m, а минималној 208 m).

## Демографија
| 1962. | 1968. | 1975. | 1982. | 1990. | 1999. | 2011. |
| ----- | ----- | ----- | ----- | ----- | ----- | ----- |
| 171   | 148   | 140   | 133   | 119   | 114   | 102   |

График промене броја становника у току последњих година